# Gramper
De gramper (Grampus griseus) ook wel Risso's dolfijn of grijze dolfijn is een donkergrijze dolfijn uit de familie der dolfijnachtigen (Delphinidae). De gramper behoort tot de subfamilie van de Globicephalinae.

## Kenmerken
Het is een donkergrijze soort met een donkere, lange, puntige rugvin en een vierkante kop, zonder een duidelijke snuit als bij de meeste andere dolfijnen. Hierdoor wordt de soort soms in de onderfamilie der grienden (Globicephalinae) ingedeeld.
Over het voorhoofd loopt een diepe kloof. Op de borst heeft de gramper een witte vlek, in de vorm van een anker. De donkere flippers zijn lang, smal en spits. Oudere dieren hebben meestal een blekere kleur, en zitten vol littekens, veroorzaakt door andere grampers tijdens spel of gevechten, soms door inktvissen, de belangrijkste prooi. Soms heeft een dier zoveel littekens, dat hij wit lijkt. Deze littekens verschillen per individu, waardoor zij vaak door onderzoekers worden gebruikt om de individuen uit elkaar te houden. De gramper heeft weinig tanden, geen één in de bovenkaak, tot veertien in de onderkaak. Grampers kunnen tot 500 kilogram zwaar worden en 3,8 meter lang. Mannetjes worden gemiddeld 400 kilogram zwaar en 2,6 tot 3,8 meter lang, vrouwtjes zijn iets kleiner, gemiddeld 350 kilogram zwaar en tot 3,7 meter lang.

## Leefwijze
Grampers leven in scholen van 5 tot 25 (vaak 50 tot 100, soms tot 300) dieren op open zee. Soms voegen deze scholen zich samen in één grote school van meer dan vierduizend grampers, vaak ook gemengd met tuimelaars. Ze komen in alle gematigde en tropische zeeën voor, waaronder ook de Noordzee. Ze komen niet voor in poolwateren. Ze jagen vooral op pijlinktvissen, maar ook op zeekatten, vissen en schaaldieren.

## Voortplanting
In de Noordelijke Atlantische Oceaan worden jongen geboren van april tot september, na een draagtijd van 13 tot 14 maanden. De jongen zijn bij de geboorte 1,2 tot 1,5 meter lang en lichtgrijs. Later worden ze donkerder. Na 13 jaar, als de jongen drie meter lang zijn, zijn ze geslachtsrijp. In gevangenschap hebben er regelmatig kruisingen plaatsgevonden tussen grampers en tuimelaars.

## Invloed van de mens
Een van de eerste internationaal beroemde dolfijnen was een gramper, Pelorus Jack. Ofschoon grampers zelden schepen opzoeken, begeleidde Pelorus schepen en ponten die voeren bij het Zuidereiland, Nieuw-Zeeland. Er wordt vooral door Japan op deze soort gejaagd. In de wateren rond Sri Lanka raken grampers vaak verstrikt in visnetten. Waarschijnlijk loopt de soort geen gevaar.